# پهول نگر
پهول نگر (به انگلیسی: Phool Nagar) یک شهر در پاکستان است که در ناحیه قصور واقع شده‌است.